# هورست (تكساس)
هورست (بالإنجليزية: Hurst)‏ هي مدينة أمريكية تقع في ولاية تكساس.تبلغ مساحة هذه المدينة 25.6 (كم²)،ويبلغ عدد سكانها 37337 نسمة حسب إحصاء سنة 2010 م.

## أعلام
- جون دوغلاس
- باري فوستر
- دينيس ألين
- كينيث فارو